# Luiz Mancilha Vilela
Luiz Mancilha Vilela SSCC (ur. 6 maja 1942 w Pouso Alto, zm. 23 sierpnia 2022 w Vitórii) – brazylijski duchowny katolicki, arcybiskup Vitórii w latach 2004-2018.

## Życiorys
21 grudnia 1968 otrzymał święcenia kapłańskie w zgromadzeniu sercanów białych. Pełnił kierownicze funkcje w brazylijskiej prowincji zgromadzenia, był także przełożonym zakonnego seminarium.
3 grudnia 1985 został mianowany biskupem ordynariuszem diecezji Cachoeiro de Itapemirim. Sakry biskupiej udzielił mu 22 lutego 1986 kard. Serafim Fernandes de Araújo.
3 grudnia 2002 papież Jan Paweł II mianował go koadiutorem archidiecezji Vitórii. Rządy w diecezji objął 14 kwietnia 2004.
7 listopada 2018 przeszedł na emeryturę.